# Cryphia medioalba
Cryphia medioalba är en fjärilsart som beskrevs av Embrik Strand 1921. Cryphia medioalba ingår i släktet Cryphia och familjen nattflyn. Inga underarter finns listade i Catalogue of Life.